# Sarah Matthew
Sarah Ovayioza Matthew (9 de septiembre de 2006) es una deportista nigeriana que compite en halterofilia. Ganó una medalla de bronce en el Campeonato Mundial de Halterofilia de 2024, en la categoría de 96 kg.

## Palmarés internacional
| Campeonato Mundial | Campeonato Mundial | Campeonato Mundial | Campeonato Mundial |
| Año                | Lugar              | Medalla            | Categoría          |
| ------------------ | ------------------ | ------------------ | ------------------ |
| 2024               | Manama (Baréin)    | Medalla de bronce  | 76 kg              |